# Puente del Paseo
El puente del Paseo es una construcción ubicada en el parque de Vallparadís, en el municipio de Tarrasa, provincia de Barcelona, España, protegida como Bien Cultural de Interés Local. Salva el torrente de Vallparadís y une el centro de la ciudad con los barrios de Vallparadís y el Cementerio Viejo. Enlaza el paseo del Conde de Ègara (del cual toma el nombre) y la plaza del Doctor Robert con la avenida Jacquard.

## Descripción
Se trata de un puente de seis arcos sostenidos por pilastras troncopiramidales de sillares con cantos de piedra de hilo. La línea de imposta, situada en la parte superior de las pilastras, está muy remarcada. La parte del medio del intradós de los arcos es de ladrillo y las enjutas de mampostería común, todo enmarcado en piedra de hilo.
Tiene 112 m de largo por 16,13 m de altura.
La calzada actual dispone de cuatro vías para los vehículos, dos por cada sentido de circulación, con aceras laterales peatonales.

## Historia
El puente se inició en 1895 y fue la primera intervención que se hizo del Plan de Mejoras Públicas aprobado por el Ayuntamiento, que tenía por finalidad el desvío de la salida por la parte norte de la ciudad, que se hacía mediante el puente de San Pedro, enlazándola con la carretera de San Sadurní de Noya en Senmanat, además de la urbanización del parque de Vallparadís. Fue ampliado en 1960 y, posteriormente, en 1990.

## Galería
|  |  |